# Heterodoxní ekonomie
Jako heterodoxní ekonomie se souhrnně označují přístupy a školy ekonomického myšlení vymezující se vůči středoproudé (mainstreamové, ortodoxní) ekonomii. Heterodoxním ekonomům na mainstreamových ekonomiích vadí, že se v nich vždy nachází implikace toho, že bez různých reálných světových konfliktů by ekonomie fungovala hladce, dosáhla by plné zaměstnanosti s téměř perfektním využitím zdrojů a zůstala by tak, snad jen otřásaná mírnými vnějšími otřesy.
Heterodoxní ekonomie spojuje kritika neoklasické ekonomie.
Mezi heterodoxní směry spadá například institucionální ekonomie, evoluční ekonomie, ekologická ekonomie, feministické směry, postkeynesiánská ekonomie nebo neomarxistická ekonomie. Tyto směry obvykle spojuje důraz na historické, politické, sociální a institucionální faktory analýzy, na rozdíl od středoproudé ekonomie, v jejímž jádru stojí předpoklady racionality, individualismu a dosažitelnosti ekonomické (tržní) rovnováhy.

## Historie
Po neoklasické revoluci, která proběhla roku 1870, několik heterodoxních škol ekonomického myšlení napadlo dominantní postavení neoklasické ekonomie. Heterodoxní školy tohoto období zahrnovaly obhájce různých forem merkantilismu, jako jsou disidenti americké školy a obhájcové neortodoxních měnových teorií, jako je například sociální úvěr. Jiné heterodoxní školy působící před a během Velké hospodářské krize zahrnovaly technokracii a georgismus.
Fyzikální vědci a biologové jako první použili toky energie k vysvětlení sociálního a ekonomického vývoje. Joseph Henry, americký fyzik a první tajemník Smithsonova institutu, poznamenal, že "základním principem politické ekonomie je to, že fyzickou práci člověka může zlepšit pouze... transformace hmoty ze surového stavu na umělý stav… vynaložením toho, co se nazývá moc nebo energie. "
Vzestup a absorpce do hlavního proudu keynesiánské ekonomiky (která působila, že poskytuje koherentnější politickou reakci na nezaměstnanost než neortodoxní měnová nebo obchodní politika), přispěla k poklesu zájmu o heterodoxní ekonomiku.
Po roce 1945 neoklasická syntéza keynesiánské a neoklasické ekonomie vyústila v jasně definovanou mainstreamovou pozici, založenou na rozdělení oboru na mikroekonomii a makroekonomii (rozděleno mezi keynesiánské a monetaristické názory na takové otázky, jako je role měnové politiky). Rakouská škola a postkeynesiánci, kteří s touto syntézou nesouhlasili, vystupovali jako jasně definované heterodoxní školy.

## Oblasti heterodoxních ekonomických myšlenek
- Americká institucionální škola
- Rakouská škola
- Binární ekonomie
- Bioekonomie
- Distributivismus
- Ekologická ekonomie
- Evoluční ekonomie
- Feministická ekonomie
- Freiwirtschaft
- Georgismus
- Zelená ekonomie
- Humanistické ekonomie
- Institucionální ekonomie
- Islámská ekonomie
- Mutualismus
- Neomarxistická ekonomie
- Neuroekonomie
- Participativní ekonomika
- Politická ekonomika
- Postkeynesiánská ekonomie
- Pluralismus v ekonomice
- Ekonomika reálného světa
- Socialistická ekonomie
- Sociální ekonomie
- Technokracie
- Termoekonomie
- Hnutí Anti-Utilitariste dans les Sciences Sociales

## Významní heterodoxní ekonomové
- Jack Amariglio
- Rania Antonopoulos
- Ha-Joon Chang
- Herman Daly
- Alfred S. Eichner
- Mason Gaffney
- Henry George
- Nicholas Georgescu-Roegen
- Michael Hudson
- Michał Kalecki
- Mushtaq Khan
- John Komlos
- Lyndon Larouche
- Frederic S. Lee
- Karl Marx
- Hyman Minsky
- Bill Mitchell
- Peter Navarro
- Michael Perelman
- Carlota Perez
- Stephen Resnick
- Jeremy Rifkin
- Joan Violet Robinson
- Murray Rothbard
- E. F. Schumacher
- Joseph Schumpeter
- Piero Sraffa
- Frank Stilwell
- Nicolaus Tideman
- Yanis Varoufakis
- Thorstein Veblen
- Richard D. Wolff
- Simon Zadek

## Asociace heterodoxní ekonomie
| Název                                                                          | Rok  | Země nebo region    |
| ------------------------------------------------------------------------------ | ---- | ------------------- |
| Association for Evolutionary Economics (AFEE)                                  | 1965 | USA                 |
| Association for Heterodox Economics (AHE)                                      | 1998 | UK a Irsko          |
| Association for Institutionalist Thought (AFIT)                                | 1979 | USA                 |
| Association for Social Economics (ASE)                                         | 1970 | USA                 |
| Association pour le Développement des Etudes Keynesiennes                      | 2000 | Francie             |
| Belgian-Dutch Association for Institutional And Political Economy              | 1980 | Nizozemsko a Belgie |
| Conference of Socialist Economists (CSE)                                       | 1970 | UK                  |
| European Association for Evolutionary Political Economy (EAEPE)                | 1988 | Evropa              |
| International Association for Feminist Economics (IAFFE)                       | 1992 | Celý svět           |
| International Confederation of Associations For Pluralism In Economics (ICAPE) | 1993 | USA/celý svět       |
| Japan Association for Evolutionary Economics (JAFEE)                           | 1996 | Japonsko            |
| Japan Society of Political Economy (JSPE)                                      | 1959 | Japonsko            |
| Korean Social and Economic Studies Association                                 | 1987 | Korea               |
| L'Association d'Economie Politique                                             | 1980 | Kanada              |
| Progressive Economics Forum (PEF)                                              | 1998 | Kanada              |
| Society for the Advancement of Socio-Economics (SABE)                          | 1989 | USA                 |
| Society for the Development of Austrian Economics (SDAE)                       | 1996 | USA                 |
| Society for Heterodox Economics (SHE)                                          | 2002 | Austrálie           |
| Union for Radical Political Economics (URPE)                                   | 1968 | USA                 |
| US Society for Ecological Economics (USSEE)                                    | 2000 | USA                 |

Zdroj tabulky Archivováno 26. 11. 2018 na Wayback Machine.